# Isla Santa Cruz (Baja California Sur)
Isla Santa Cruz es una isla de México situada en el Golfo de California frente a las costas del estado de Baja California Sur.
La isla está situada al sur del Golfo de California y está a 21 kilómetros de la península de Baja California.  Se trata de un territorio de alrededor de 6,8 kilómetros de largo y 2,8 kilómetros de ancho con una  superficie total de 12,90 kilómetros cuadrados.  Santa Cruz está muy aislado y se encuentra a unos 100 km de Loreto, la ciudad más cercana, y a 20 km de la localidad costera de Tambobiche. 
Santa Cruz se encuentra deshabitada. En 2005, la isla fue clasificada junto con otras 244 como Patrimonio Mundial de la Humanidad por la UNESCO, haciendo parte de las islas y áreas protegidas del Golfo de California.